# Trichogramma niveiscapus
Trichogramma niveiscapus är en stekelart som först beskrevs av Morley 1950.  Trichogramma niveiscapus ingår i släktet Trichogramma och familjen hårstrimsteklar. Inga underarter finns listade i Catalogue of Life.